# 조의제문
조의제문(弔義帝文)은 조선 시대 성리학자 김종직(金宗直, 1431년 ~ 1492년)이 지은 제사문으로, 항우에게 살해되면서 물에 던져진 초나라 회왕 즉, 초 의제를 추모하는 글이다.
보위를 서초패왕 항우한테 찬탈되면서 억울하게 살해된 의제(義帝)를 조상한다는 내용이지만, 세조가 조카 단종의 왕위를 찬탈하고 죽게 한것을 비꼬는 것으로 여겨졌다.

## 개요
김종직은 조선의 성리학자로 1459년 세조 5년에 과거에 합격하여 1489년 성종 20년 이르러서는 중용되어 형조판서까지 벼슬을 하였다. 훈구파의 권력 장악을 두려워한 세조는 1459년(세조 5년) 김종직의 과거 급제 이래 지난날의 고려 말기의 정몽주와 길재의 관련된 학파를 연상케 하는, 김숙자 같은 문인들을 서서히 등용하기 시작한다.
내용은 항우한테 살해되면서 물에 던져진 초나라의 회왕 즉, 의제(義帝)를 조상한다는 제문이었지만, 세조의 왕위 찬탈을 비꼬는 내용으로, 살해당하여 물에 던져진 단종에 대한 상황 묘사와 유사한 면이 있어 세조의 자손들은 정통성을 부정당하는 내용이었다. 실록을 열어보고 이 내용을 확인한 연산군은 이것이 무엇을 의미하느냐며 사관들에게 따졌고, 이는 그대로 사화로 발전하게 된다.
1492년 김종직이 죽은 지 6년 후 1498년 연산군 4년에 제자 김일손이 사관으로 있으면서 이것을 성종실록 사초에 적어 넣은 것이 원인이 되어 무오사화가 일어났다. 이로 말미암아 그는 부관참시(관을 부수어 시체의 목을 벰)를 당하고 많은 문집이 소각되었으며, 그의 제자들이 모두 참화를 당하였다.

## 내용
조선왕조실록 1498년 연산 4년 30권 7월 17일(辛亥) 나와 있는 구문은 다음과 같다.
정축 10월 어느 날에 나는 밀성(密城; 밀양시)으로부터 경산(京山; 성주군)으로 향하여 답계역(踏溪驛)에서 자는데, 꿈에 신(神)이 칠장(七章)의 의복을 입고 헌칠한 모양으로 와서 스스로 말하기를 「나는 초(楚)나라 회왕(懷王)의 손자 심(心)인데, 서초 패왕(西楚霸王; 항우)에게 살해 되어 빈강(郴江)에 잠겼다.」 하고 문득 보이지 아니하였다. 나는 꿈을 깨어 놀라며 생각하기를 「회왕(懷王)은 남초(南楚) 사람이요, 나는 동이(東夷) 사람으로 지역의 거리가 만여 리가 될 뿐이 아니며, 세대의 선후도 역시 천 년이 휠씬 넘는데, 꿈속에 와서 감응하니, 이것이 무슨 상서일까? 또 역사를 상고해 보아도 강에 잠겼다는 말은 없으니, 정녕 항우(項羽)가 사람을 시켜서 비밀리에 쳐 죽이고 그 시체를 물에 던진 것일까? 이는 알 수 없는 일이다 하고, 드디어 문(文)을 지어 조문한다.

하늘이 법칙을 마련하여 사람에게 주었으니, 어느 누가 사대(四大) 오상(五常) 높일 줄 모르리오. 중화라서 풍부하고 이적이라서 인색한 바 아니거늘, 어찌 옛적에만 있고 지금은 없을손가. 그러기에 나는 이인(夷人) 이요 또 천 년을 뒤졌건만, 삼가 초 회왕을 조문하노라. 옛날 조룡(祖龍; 진시황)이 아각(牙角)을 농(弄)하니, 사해(四海)의 물결이 붉어 피가 되었네. 비록 전유(鱣鮪), 추예(鰌鯢)라도 어찌 보전할손가. 그물을 벗어나기에 급급했느니, 당시 육국(六國)의 후손들은 숨고 도망가서 겨우 편맹(編氓)가 짝이 되었다오. 항량(項梁)은 남쪽 나라의 장종(將種)으로, 어호(魚狐)를 종달아서 일을 일으켰네. 왕위를 얻되 백성의 소망에 따름이여! 끊어졌던 웅역(熊繹)의 제사를 보존하였네. 건부(乾符)를 쥐고 남면(南面)을 함이여! 천하엔 진실로 미씨(芈氏)보다 큰 것이 없도다. 장자(長者)를 보내어 관중(關中)에 들어가게 함이여! 또는 족히 그 인의(仁義)를 보겠도다. 양흔 낭탐(羊狠狼貪)이 관군(冠軍)을 마음대로 축임이여! 어찌 잡아다가 제부(齊斧; 도끼)에 기름칠 아니했는고. 아아, 형세가 너무도 그렇지 아니함에 있어, 나는 왕을 위해 더욱 두렵게 여겼네. 반서(反噬)를 당하여 해석(醢腊)이 됨이여, 과연 하늘의 운수가 정상이 아니었구려. 빈의 산은 우뚝하여 하늘을 솟음이야! 그림자가 해를 가리어 저녁에 가깝고. 빈의 물은 밤낮으로 흐름이여! 물결이 넘실거려 돌아올 줄 모르도다. 천지도 장구(長久)한들 한이 어찌 다하리 넋은 지금도 표탕(瓢蕩)하도다. 내 마음이 금석(金石)을 꿰뚫음이여! 왕이 문득 꿈속에 임하였네. 자양(紫陽)의 노필(老筆)을 따라가자니, 생각이 진돈(螴蜳)하여 흠흠(欽欽)하도다. 술잔을 들어 땅에 부음이어! 바라건대 영령은 와서 흠항하소서.— 연산군일기 30권, 연산 4년 7월 17일 신해 2번째 기사에 실린 조의제문(弔義帝文)

유자광은, 조의제문의 구절을 다음과 같이 해석했다.
- 정축 10월 : 단종이 사망한 1457년 (정축년) 10월
- 조룡(祖龍)이 아각(牙角)을 농(弄)했다 : 조룡은 진시황(秦始皇)인데, 김종직이 진시황을 세조에게 비유한 것이다.
- 왕위를 얻되 백성의 소망을 따랐다고 한 왕은 초 회왕(楚懷王)의 손자 심(心)인데, 처음에 항량(項梁)이 진(秦)을 치고 손심을 찾아서 의제(義帝)를 삼았으니, 김종직은 의제를 노산(魯山; 단종)에게 비유한 것이다.
- 양흔 낭탐(羊狠狼貪)하여 관군(冠軍)을 함부로 무찔렀다 : 김종직이 양흔 낭탐으로 세조를 가리키고, 관군을 함부로 무찌른 것으로 세조가 김종서(金宗瑞; 계유정난 시 살해당함.)를 베인 데 비유한 것이다.
- 어찌 잡아다가 제부(齊斧; 도끼)에 기름칠 아니 했느냐 : 김종직이 노산(단종)이 왜 세조를 진작에 제거하지 못했는가 하는 것.
- 반서(反噬; 은혜를 베풀어 준 사람을 도리어 해치는 것을 일컫는 말)를 입어 해석(醢腊)이 되었다 : 노산이 왜 세조를 잡아버리지 못하고, 도리어 세조에게 죽었느냐 하는 것.
- 자양(紫陽)은 노필(老筆)을 따름이여, 생각이 진돈하여 흠흠하다 : 김종직이 주자(朱子; 주희)를 자처하여 그 마음에 부(賦)를 짓는 것을, 《강목(綱目)》의 필(筆)에 비의한 것이다. 그런데 일손이 그 문(文)에 찬(贊)을 붙이기를 '이로써 충분(忠憤)을 부쳤다.'하였다.

## 허균의 재 풍자
교산 허균은 점필재 김종직이 세조의 왕위 찬탈을 비꼰 것을 두고 김종직론이라는 글을 통해 조롱한다. 허균은 "조의제문(弔義帝文)을 짓고 주시(酒詩)를 기술했던 것은 더욱 가소로운 일이다. 이미 (그 밑에서) 벼슬을 했다면 그 분이 우리 임금이건만, 온 힘을 기울여 그를 꾸짖기나 하였으니 그의 죄는 더욱 무겁다. 죽은 뒤에 화란을 당했던 것은 불행해서가 아니라 하늘이 그의 간사하고 교활했던 것에 화내서 사람의 손을 빌어다가 명백하게 살륙한 것이 아닐는지?"라고 비꼬았다.
| “ | 김종직론(金宗直論) - 교산 허균 천하에 이록(利祿)이나 취하고 자신의 명망을 훔치는 자가 있는데, 세상에서 군자라고 한다면 사람들이 그걸 믿을 것인가? 나는 믿지 못한다고 말하겠다. 왜 그게 믿어지지 않을까? 자기 것으로 해버리거나 훔친다면, 비록 도덕(道德)과 인의(仁義)에서 나왔더라도 거짓 짓임을 면하지 못하는데, 하물며 이록과 명망이겠는가. 이미 이록을 취하였고 명망을 훔쳐서 한 세상을 속이고 자신의 영화와 녹봉을 누린다면, 정말로 자기의 지혜를 다하고 온 마음을 기울여 자기의 직분으로 당연히 할 일에 맞도록 하여야 그의 잘못을 조금이라도 보완할 수 있다. 그런데 반대로, “영화와 녹봉은 나의 뜻이 아니다.” 하면서, 능청스럽게 한갓 그 수레를 붉게 꾸미고 그 인끈을 붉게 하면서 일생을 마친다면, 그의 죄악은 죽음을 당해도 용서받지 못하리라. 김종직은 근세에 이른바 대유(大儒)다. 젊은 시절에는 벼슬하려고도 않더니, 세조(世祖)가 과거에 응시하도록 다그치니 부득이해서 과거에 올랐으며, 또한 시종(侍從)의 직책에 드나들더니 벼슬이 높아졌다. 그러면서는 모친이 늙었으므로 억지로 벼슬한다고 일컬었었다. 그러나 어머니가 천수(天壽)를 다하고 세상을 마쳤으나, 오히려 벼슬을 그만두지 않았었다. 그의 문인(門人) 김굉필(金宏弼)이 더러 그가 시정책을 건의하지 않음을 간(諫)하면, 이어서, "벼슬하는 것은 나의 뜻이 아니다. 그러므로 건의하고 싶지 않다."라고 하였다. 김종직과 같은 사람이야말로 참으로, 이록을 취하고 명망을 훔치며 능청스럽게 한갓 수레를 붉게 하고 인끈을 붉게 한다고 말해지는 바의 사람이었다. 계유정란(癸酉靖亂)을 당하여, 김종직은 박팽년(朴彭年)ㆍ성삼문(成三問) 무리들처럼 녹을 먹던 사람이 아니었고, 김시습(金時習)처럼 평소에 은택(恩澤)을 입었던 것도 없었다. 다만 시골의 변변찮은 한 선비여서 옛 임금 단종(端宗)을 위하여 죽어야 할 의리도 없었으니, 그가 벼슬하기를 달갑게 여기지 않은 것이 본래 위선이었다. 비록 위선이었지만 이미 뜻을 세웠다면, 임금이 아무리 다그치더라도 죽기를 맹세하고 가지 않았어야 옳았다. 그런데 화(禍)를 두려워하여 억지로 나온 것처럼 하였다. 이미 과거에 합격해서는 붓을 귀에 얹고 임금의 말을 기록했으며, 사책(史策)을 끼고 고운 털자리에 엎드리기도 하였다. 또 고을을 맡아서 그의 어머니를 봉양했으니, 그가 이록을 취했던 것은 정도를 넘었었다. 또 명호(名號)를 훔치고 싶어 남에게 말하기를, “나에게는 어버이가 있다. 그러나 끝내는 서산(西山)의 뜻을 지키리라.” 하였다. 그러나 이미 어머니의 복제(服制)를 벗고도 응교(應敎) 벼슬을 받았었고, 10년 동안에 형조 판서(刑曹判書)로 뛰어올랐다. 그만 쉴 만도 하나 오히려 더 탐내며 떠나가지 않았다. 책임을 완수치 못하면서 직책상 당연히 해야 할 것도 하지 않다가, 문인(門人)이 그 점을 지적해 주면 모면하려고 꾸며대는 말로써 대답하였다. 이게 과연 군자라고 여길 만한가? 이런 속임수는 마땅히 죽임을 당해야 한다. 그러나 세상에서는 지금까지 계속하여 그 사람을 칭찬하고 있으니, 무엇 때문일까? 내가 가만히 그의 사람됨을 살펴보았더니, 가학(家學)을 주워모으고 문장 공부를 해서 스스로 발신(發身)했던 사람에 지나지 않았다. 그러하고 마음은 교활하여 그의 명망을 높이려고 한 세상 사람을 용동(聳動)시켰고, 임금의 들음을 미혹되게 하여 이록을 훔치는 바탕으로 삼았다. 이미 그러한 꾀를 부렸지만 자기의 재능을 헤아리니 백성을 편하게 하고 구제하기에는 부족하였다. 그런 까닭으로 넉넉히 할 수 있는 일이지만 하기를 좋아하지 않는 것처럼 하고는 자신의 졸렬을 감추는 수단으로 하였으니 그것 또한 공교로웠다. 그가 조의제문(弔義帝文)을 짓고 주시(酒詩)를 기술했던 것은 더욱 가소로운 일이다. 이미 벼슬을 했다면 이 분이 우리 임금이건만, 온 힘을 기울여 그를 꾸짖기나 하였으니 그의 죄는 더욱 무겁다. 죽은 뒤에 화란을 당했던 것은 불행해서가 아니라 하늘이 그의 간사하고 교활했던 것에 화내서 사람의 손을 빌어다가 명백하게 살륙한 것이 아닐는지? 나는 세상 사람들이 그의 형적(形迹)은 살펴보지 않고, 괜스레 그의 명성만 숭상하여 지금까지 치켜 올려 대유(大儒)로 여기는 것을 안타까워한다. 때문에 특별히 나타내어 기록한다. | ” |

허균의 풍자는 당대의 논란거리가 되어 정조 때까지 허균의 서적이 불온서적으로 몰리는 원인이 된다.

## 같이 보기
- 김종직
- 무오사화
- 초 의제